# エイカフ＝ローズ・ミュージック
エイカフ＝ローズ・ミュージック（Acuff-Rose Music）は、かつて存在したアメリカ合衆国の音楽出版社。ロイ・エイカフ(Roy Acuff)とフレッド・ローズによって、テネシー州ナッシュビルで創設された。作家たちに誠実に臨んだエイカフ＝ローズの姿勢は、当時の他の音楽出版社とは一線を画すものとして、1950年代から1970年代にかけて有名であった。

## 歴史
エイカフ＝ローズは、カントリー音楽のミュージシャンであったロイ・エイカフ(Roy Acuff)と、ミュージック・ロウ(Music Row)と通称されるナッシュビルの音楽業界で有能なタレント・スカウトとして知られていたフレッド・ローズによって創設された。それまで、カントリー音楽のミュージシャンたちは、自分たちが創作したものに関わる著作権などの諸権利を不正に奪われていることが多かった。ミュージシャンたちの多くは、世間擦れしておらず、純朴だったため、あくどいエージェントや弁護士、レコード・プロモーター、レコード・レーベルのカモにされていた。エイカフとローズが音楽出版社を立ち上げたとき、両者は「わが社は正直でいる。作り手は常に尊重される。後ろめたいことは誰もしない。」と紳士協定を結んだ。エイカフ＝ローズはBMIと提携していたが、ASCAPの会員となっている作曲家の楽曲を取り扱う子会社としてミレーン・ミュージック(Milene Music)をもっていた。
エイカフ＝ローズが、ナッシュビルのメルローズ(Melrose)地区にある8番街南(8th Avenue South)に構えていた本社は、音楽業界関係者の間ではよく知られたランドマーク的存在であった。そこは、ハンク・ウィリアムズが自分の腕前をローズに披露し、ローズが近くのレストランへ1杯のコーヒーを飲みにいっている間にやがて大ヒットとなった「I Can't Help It If I'm Still in Love with You」を書き上げた場所であった。やがてウィリアムズが多くの演奏を重ねるうちに、ローズはウィリアムズと親友となっていった。
1954年にフレッド・ローズが死去すると、その息子であるウェズレー・ローズがエイカフ＝ローズの社長を務めることになった。ウェズレー・ローズはその後30年にわたってこの音楽出版社を経営した。ウェズレー・ローズはエイカフ＝ローズの成功に寄与しただけでなく、カントリー音楽の音楽出版社として最初に海外拠点を設けるなど、カントリー音楽のアメリカ合衆国外への普及にも寄与した。ウェズレー・ローズが社長であった期間、エイカフ＝ローズは繁栄を続けた。1950年代から1970年代はじめにかけて、エイカフ＝ローズと専属契約を結んだソングライターには、レフティ・フリーゼル(Lefty Frizzell)、フェリス・アンド・ボードルー・ブライアント(Felice and Boudleaux Bryant)、ロイ・オービソン、ドン・ギブソン(Don Gibson)、エヴァリー・ブラザース、ミッキー・ニューベリー(Mickey Newbury)、ダラス・フレイジャー(Dallas Frazier)、サンガー・D・シェーファー(Sanger D. Shafer)などがいた。
エイカフ＝ローズは、ヒッコリー・レコード(Hickory Records)というレコード・レーベルも経営していた。
自らの健康状態の衰えを自覚し、また、かつて1942年に自分とフレッド・ローズが一緒に創設した会社の脆弱さを察したロイ・エイカフは、1984年の遅い時期に、ウェズレー・ローズに接触し、エイカフ＝ローズの抱えるカタログを売却する時期が来たことを示唆した。買い手を見つけることは難しくなかった。1985年5月、グランド・オール・オプリの親会社ゲイロード・エンタテイメント・カンパニー(Gaylord Entertainment Company)が、カタログを買った。ゲイロード傘下にあった時期、エイカフ＝ローズはネッシュビルの音楽業界のベテランであるジェリー・ブラッドレー(Jerry Bradley)やトロイ・トムリンソン(Troy Tomlinson)の指導の下、再び勢力を盛り返した。しかし、当時、テキサス州で社を代表する大規模なコンベンション・ホテルの完成を急いでいたゲイロード社は、資金調達の必要に迫られ、2002年にエイカフ＝ローズをソニー/ATVミュージック・パブリッシング(Sony/ATV Music Publishing)に売却した。同社は既に、ナッシュビルの音楽業界において永くエイカフ＝ローズのライバルだったツリー・インターナショナル(Tree International)を傘下に収めていた。ふたつの音楽出版社を併せたカタログは、カントリー音楽出版の業界において、支配的な存在であり続けている。2007年、ソニー/ATVミュージック・ナッシュビル(Sony/ATV Music Nashville)は、BMIのカントリー・ミュージック・パブリッシャー・オブ・ザ・イヤー、ASCAPのカントリー・ミュージック・パブリッシャー・オブ・ザ・イヤー、SESACのカントリー・ミュージック・パブリッシャー・オブ・ザ・イヤー、『ビルボード』誌のカントリー・ミュージック・パブリッシャー・オブ・ザ・イヤーを総嘗めにした最初の音楽出版社となった。
1990年代に、エイカフ＝ローズ・ミュージックは、著作権をめぐる歴史的な裁判に巻き込まれた。1994年の「キャンベル対エイカフ＝ローズ・ミュージック事件(Campbell v. Acuff-Rose Music, Inc.)」(510 U.S. 569)である。この裁判では、当時ルーク・スカイウォーカー(Luke Skyywalker)と名乗っていたラッパーのルーサー・キャンベル(Luther Campbell)が率いるグループ、ツー・ライヴ・クルーによる曲が、ロイ・オービソンの「オー・プリティ・ウーマン」を相当の量にわたって使用し、パロディ化したことをめぐって争われた。キャンベル側は、この使用が、アメリカ合衆国1976年著作権法第17編第107条に定めるフェア・ユースの法理によって認められるものであると主張し、ナッシュビルの合衆国地方裁判所で勝訴した。しかし、この判断は控訴裁判が行なわれた第6巡回控訴裁判所で覆された。この事件は、1993年11月9日に合衆国最高裁判所に持ち込まれ、1994年3月7日に下された判断は、控訴審判決は、このパロディの商業的性格を過重に評価したものであった、とするものであった。控訴審判決は破棄され、審理は差し戻しとなった。この判断を受け、当事者間では、これ以上の訴訟経費の負担を避けるために裁判を取りやめる、という合意が成立した。
オルタナティブ・カントリー・バンドとして知られていたアンクル・テューペロ(Uncle Tupelo)は、最後のアルバム『Anodyne』に入っている「エイカフ＝ローズ (Acuff-Rose)」という曲で、同社の強力なカタログを賞賛して次のように歌っている。「誰でも知っている歌の名前を言ってみな。きっとエイカフ＝ローズに決まっているぜ。(Name me a song that everybody knows / And I'll bet you it belongs to Acuff-Rose.)」